# Lassy (Ille-et-Vilaine)
Lassy (Bretão: Lazig) é uma comuna francesa na região administrativa da Bretanha, no departamento Ille-et-Vilaine. Estende-se por uma área de 9,76 km². Em 2010 a comuna tinha 1 767 habitantes (densidade: 181 hab./km²).